# Lippia herbacea
Lippia herbacea là một loài thực vật có hoa trong họ Cỏ roi ngựa. Loài này được Mart. ex Schauer mô tả khoa học đầu tiên năm 1847.